# Káto Myrsíni
Káto Myrsíni är en ort i Grekland.   Den ligger i prefekturen Nomós Prevézis och regionen Epirus, i den centrala delen av landet, 290 km väster om huvudstaden Aten. Káto Myrsíni ligger 170 meter över havet och antalet invånare är 136.
Terrängen runt Káto Myrsíni är kuperad åt nordväst, men åt sydost är den platt. Havet är nära Káto Myrsíni åt sydväst.  Närmaste större samhälle är Kanaláki, 11,8 km norr om Káto Myrsíni. 